# Їздовий собака

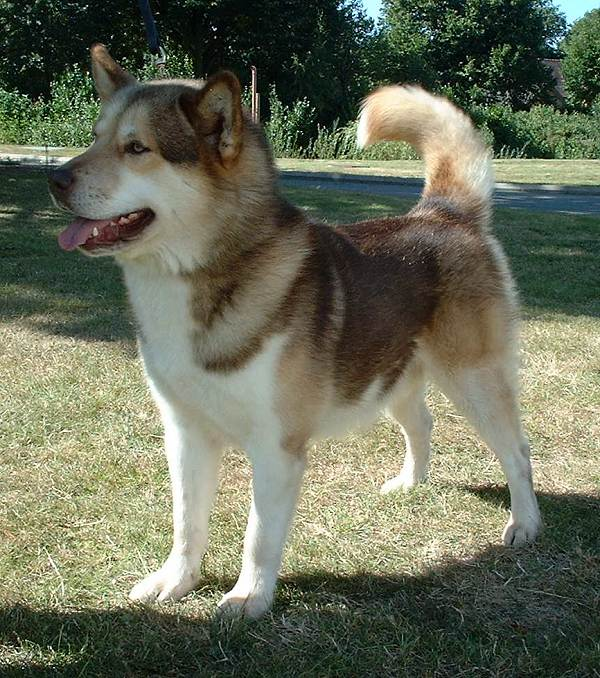
Ґренландський їздовий собака

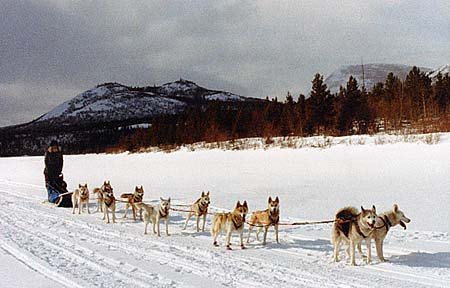
Їздові собаки в упряжці

Їздовий собака — собака певної породи (хаскі, маламут, самоїд), що використовується як тягова сила на снігу чи льоду, для буксирування човнів, для перевезення вантажів і людей на нартах.

## Історія
Найдавніші знахідки собачої упряжі, нарт і кісток собак були виявлені на Новосибірських островах і, згідно з радіовуглецевим аналізом, мають вік 7800—8000 років.
Обидва полюси Землі були підкорені на собачих упряжках. Північний полюс — Роберт Пірі (1909 р.), Південний — Руаль Амундсен (1911 р.).
Найтриваліший арктичний перехід на собачих упряжках склав 10 000 км, від Уелена до Мурманська, в ході полярної експедиції газети «Радянська Росія» в 1982—1983 роках.
Санний патруль «Сіріус» Збройних Сил Данії — єдиний в світі військовий підрозділ, що використовує їздових собак.

## Породи їздових собак
- Аляскинський маламут
- Канадська ескімоська собака
- Аляскинський хаскі
- Ґренландський собака
- Лапонський їздовий собака
- Норвезький їздовий собака
- Самоїдський собака
- Сибірський хаскі
- Якутська лайка
- Чинук
- Сахалінський хаскі

## Собачий запряг
Існують різні типи шикування собак в за́прязі, найпопулярніші — шісткою, двійкою і «смужкою» («смужка» не застосовується в спорті). В за́прязі може бути будь-яка кількість собак. «Смужка» краща тим, що в будь-якому випадку за́пряг має вожака, незважаючи на кількість.

## Спорт
У їздовому спорті є багато підвидів. Він ділиться на звичайний їздовий спорт і драйленд.

### Драйленд
Драйленд (від англ. dryland — «суха земля»), як зрозуміло з назви, їздовий спорт на землі без снігу. Драйленд поділяється на кілька видів, найвідоміші — канікрос (собака буксирує спортсмена, який біжить, тримаючись за повідок), байкджорінг (тварина буксирує велосипед) і класичний драйленд (собака буксирує спеціальне пристосування, зване картом).

## Цікаві факти
- Двоє їздових псів (Таро і Джиро), покинутих японською полярною експедицією, вижили без людей в Антарктиді і були підібрані через рік наступною вахтою.[1]